# Škrob

Amylóza, složka škrobu

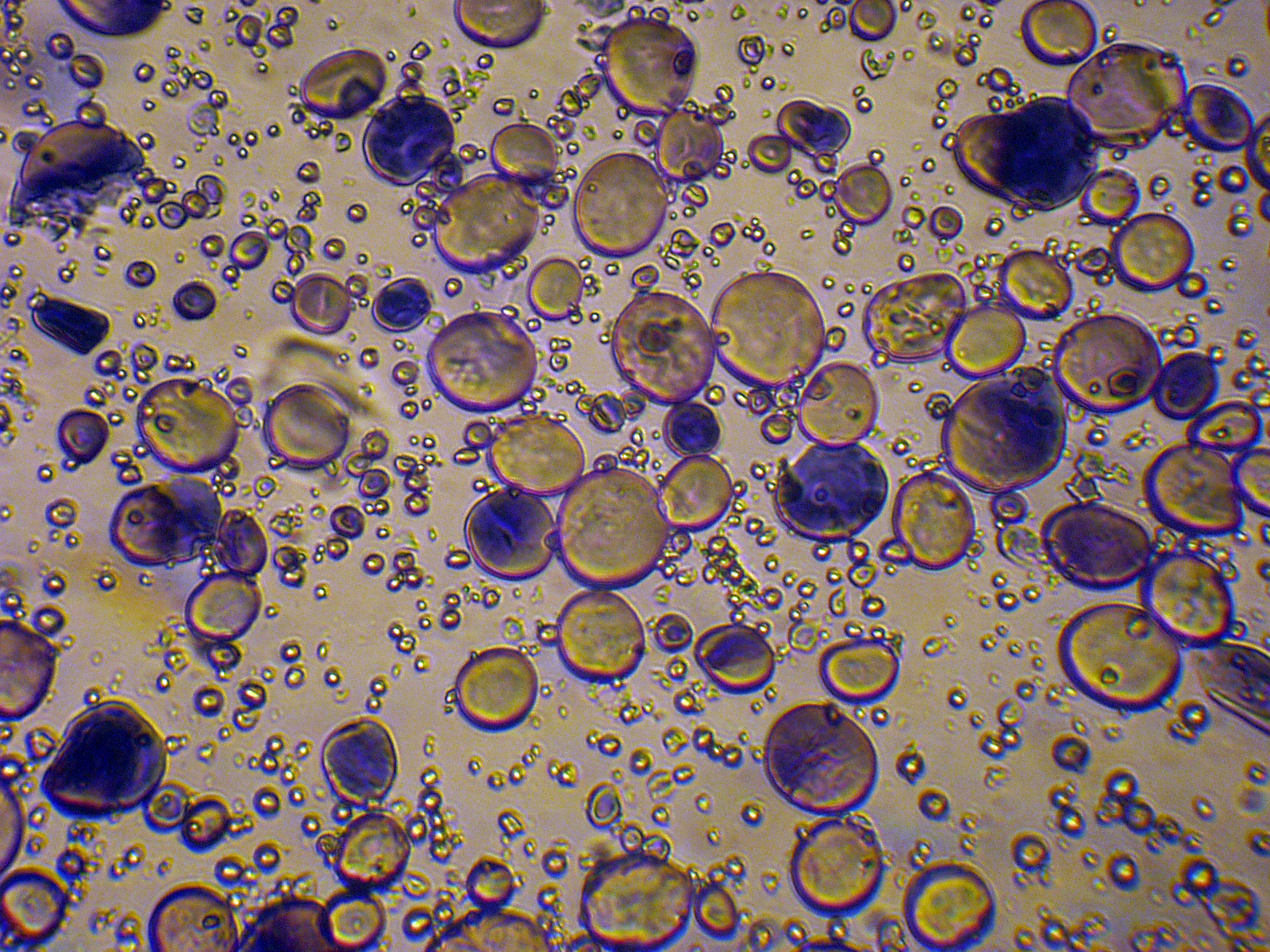
Škrobová zrna

Škrob (amylum) je makromolekulární látka (konkrétně směs polysacharidů glukanů) syntetizovaná rostlinami. Je to bílý prášek bez chuti a vůně, nerozpustný ve studené vodě. Jedná se o konečný produkt fotosyntézy rostlin.

## Chemické vlastnosti
Škrob je polysacharid se vzorcem (C6H10O5)n složený z dvou různých polysacharidů: amylózy a amylopektinu, tvořených několika tisíci až desetitisíci molekulami glukózy. Škrob kromě glukózy obsahuje v malém množství lipidy, proteiny a zhruba 25–35 % vody.
Škrob není alkoholicky zkvasitelný, teprve enzymaticky pomocí enzymu amylázy (v trávicí soustavě živočichů včetně člověka) se odbourává na zkvasitelné sacharidy. Zahříváním škrobu s vodou se tvoří škrobový maz, jeho hydrolýzou vzniká škrobový sirup, škrobový cukr a glukóza. Pražením škrobu se tvoří dextrin. Důkaz škrobu v neznámé látce se provádí roztokem jódu, jehož přítomnost prozrazuje modrofialové zbarvení. K tomuto jevu dochází, protože velikost dutiny šroubovice amylózy odpovídá velikosti molekuly jódu I2, se kterou tvoří barevný komplex.

## Zdroje a využití
Jedná se o polysacharid s funkcí zásobní látky. Ukládá se procesem asimilací v zásobních orgánech (hlízách, kořenech) a v plodech rostlin (semenech kukuřice, pšenice, rýže a dalších) ve formě škrobových zrn. Zvláště bohaté na škrob jsou brambory, banány, obilniny a tapioka. Podle surovin, ze kterých je vyroben, rozeznáváme škrob bramborový, kukuřičný, pšeničný, rýžový a jiné. Získávání škrobu je mechanické – surovina je rozdrcena a škrob je z ní získán vypíráním.
Škrob se používá například v potravinářství, v kvasném průmyslu, ve farmacii, k výrobě lepidel, nátěrů a apretur a pro výrobu škrobových derivátů.
| Základní rostliny | Škrobnatost (obsah škrobu v %) v sušině |
| ----------------- | --------------------------------------- |
| Hrách             | 40                                      |
| Ječmen            | 75                                      |
| Brambory          | 82                                      |
| Kukuřice          | 71                                      |
| Maniok            | 77                                      |
| Rýže              | 89                                      |
| Žito              | 72                                      |
| Čirok             | 74                                      |
| Batáty            | 72                                      |
| Pšenice           | 74                                      |